# PIAT

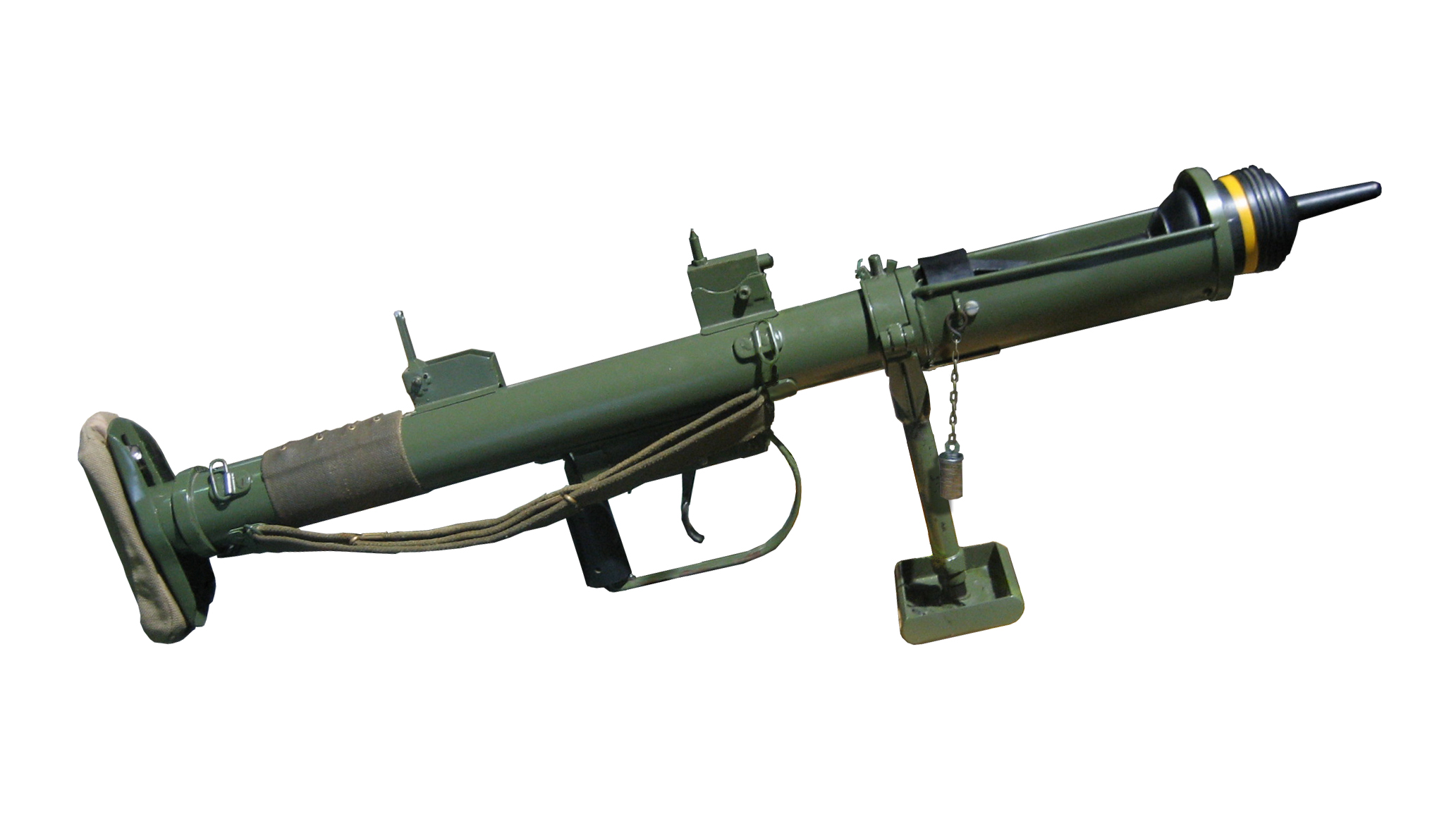
PIAT

PIAT (engl. Projector, Infantry, Anti Tank) war ein britischer Infanterie-Ladungswerfer aus dem Zweiten Weltkrieg. Es war eine der ersten Panzerabwehrwaffen, die Hohlladungsgeschosse verwendeten.
Die PIAT wurde zur gleichen Zeit wie die deutsche Panzerfaust und die US-amerikanische Bazooka entwickelt, um der Infanterie eine wirksame tragbare Panzerabwehrwaffe an die Hand zu geben. Die bis dahin verwendeten Panzerbüchsen hatten gegenüber modernen Panzern ihre Wirksamkeit verloren.

## Funktionsweise

Mechanismus der PIAT

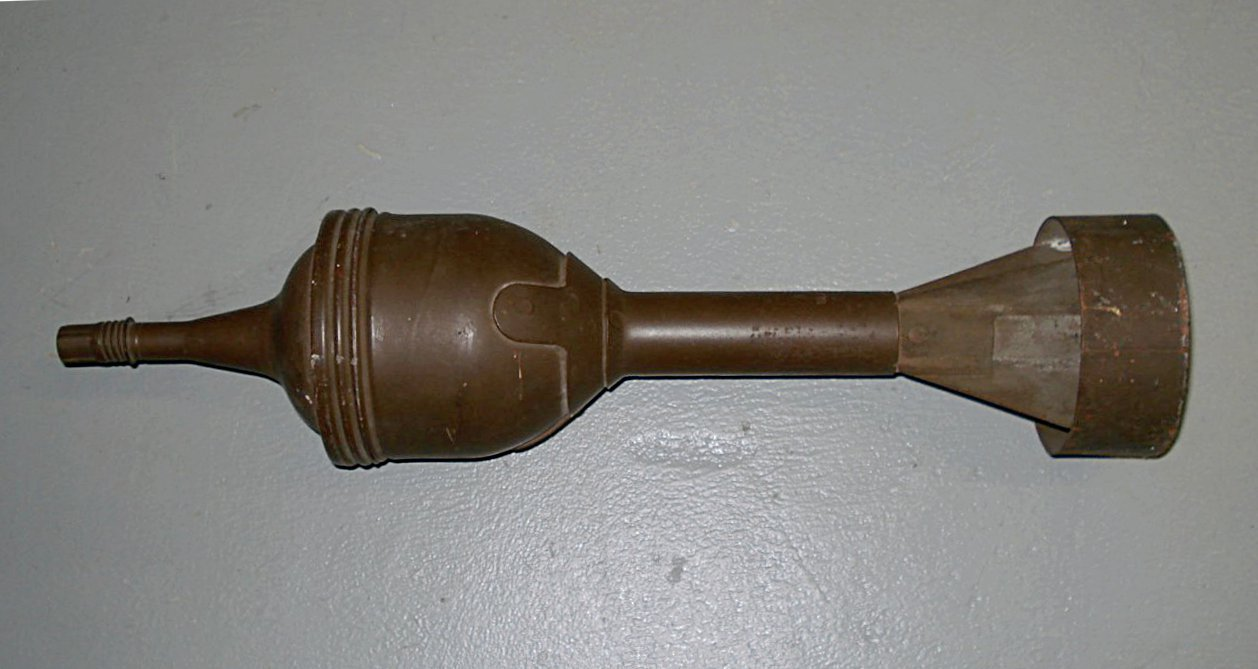
HEAT-Geschoss

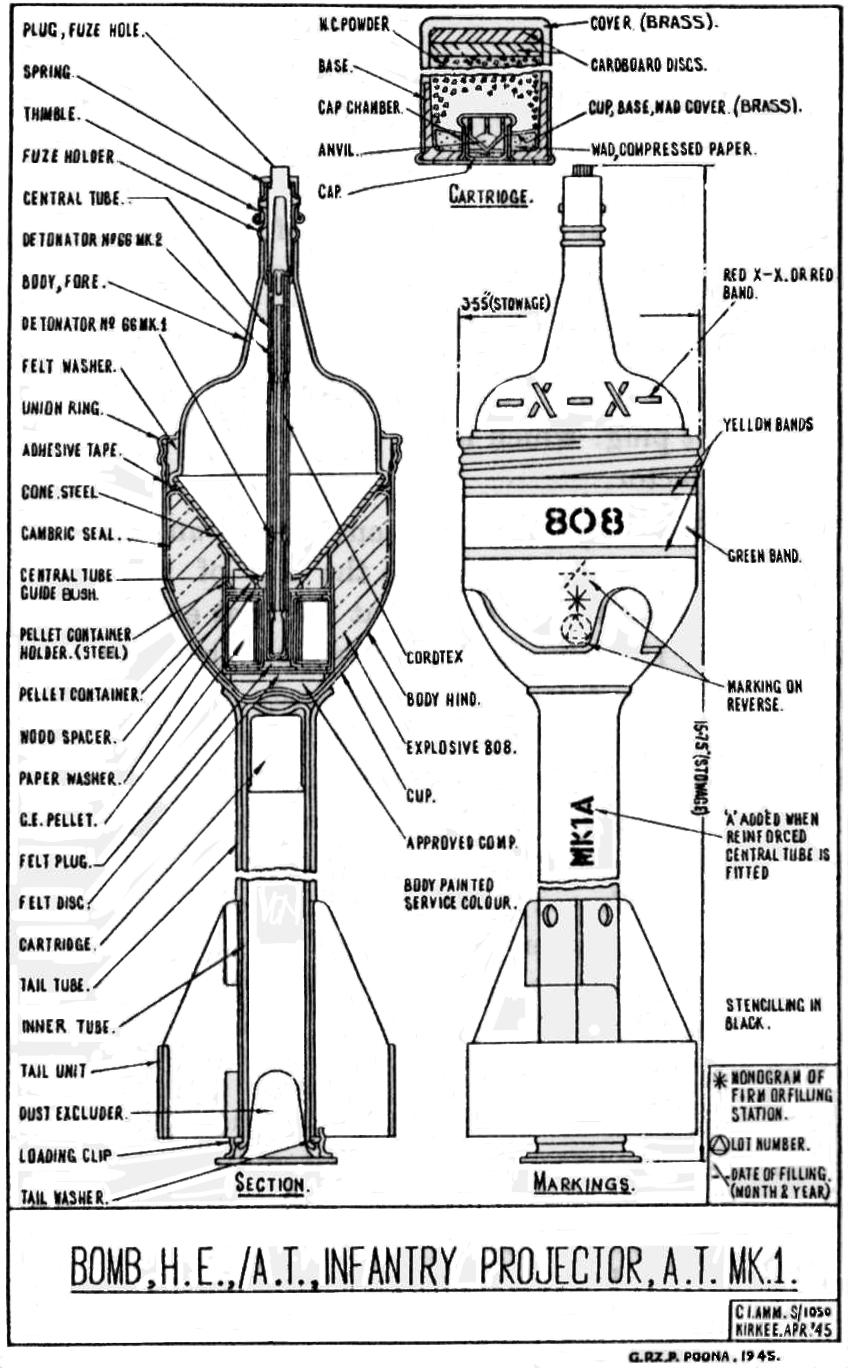
Diagramm einer PIAT-Granate

Das Prinzip der PIAT basiert auf dem „Blacker Bombard“, einem 1940 entwickelten Ladungswerfer, der aber nie eingesetzt wurde. Im Gegensatz zu einem Mörser besitzt ein Ladungswerfer kein Abschussrohr, sondern einen Stab, auf den die Granaten aufgesteckt werden. 
Gewöhnlich werden Ladungswerfer für Steilfeuer genutzt und darum in einem Winkel von etwa 45 Grad aufgestellt. Eine Bodenplatte sorgt dafür, dass der Rückstoß der Treibladung auf den Boden abgeleitet wird. Da die PIAT für einen direkten Beschuss ziemlich waagerecht gehalten werden musste, bedurfte es hier einer anderen Lösung. Das Problem des starken Rückstoßes wurde mit einer kräftigen mechanischen Feder gelöst.
Vor dem ersten Schuss musste die Feder gespannt werden. Dieses war eine zeit- und kräfteraubende Prozedur. Nach dem Betätigen des Abzugs entspannte sich die Feder und drückte die Granate nach vorne. Gleichzeitig zündete die Treibladung der Granate und der Rückstoß drückte die Feder wieder zurück. Die beiden Kräfte neutralisierten sich zum Teil. Da die Kraft des Rückstoßes jedoch größer war, wurde die Feder ganz gestaucht und wieder arretiert. So musste diese vor dem nächsten Schuss nicht erneut gespannt werden. Nachgeladen wurde die Waffe über einen Ausschnitt vorne oben im Rohr. Der Ladevorgang konnte dabei im Liegen (also in Deckung) vorgenommen werden.
Die Auslegung der PIAT produzierte keinen Feuerstrahl nach hinten, wie es bei der amerikanischen Bazooka und den deutschen Panzerfaust und Panzerschreck der Fall war. Somit konnte die Waffe selbst aus kleinen Räumen gefeuert werden, was sie für den Häuserkampf geeignet machte.

## Einsatz

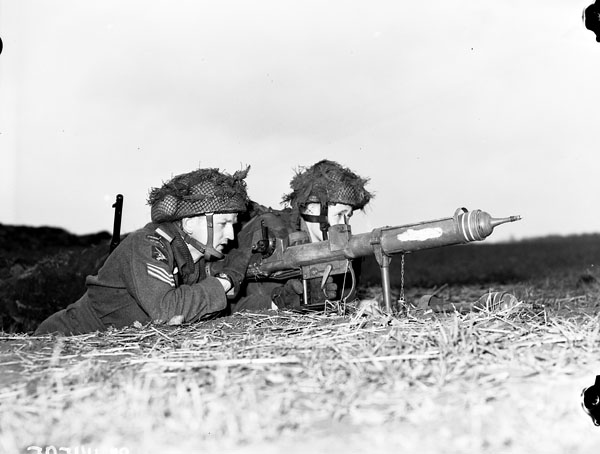
Kanadische Fallschirmjäger mit PIAT (1945)

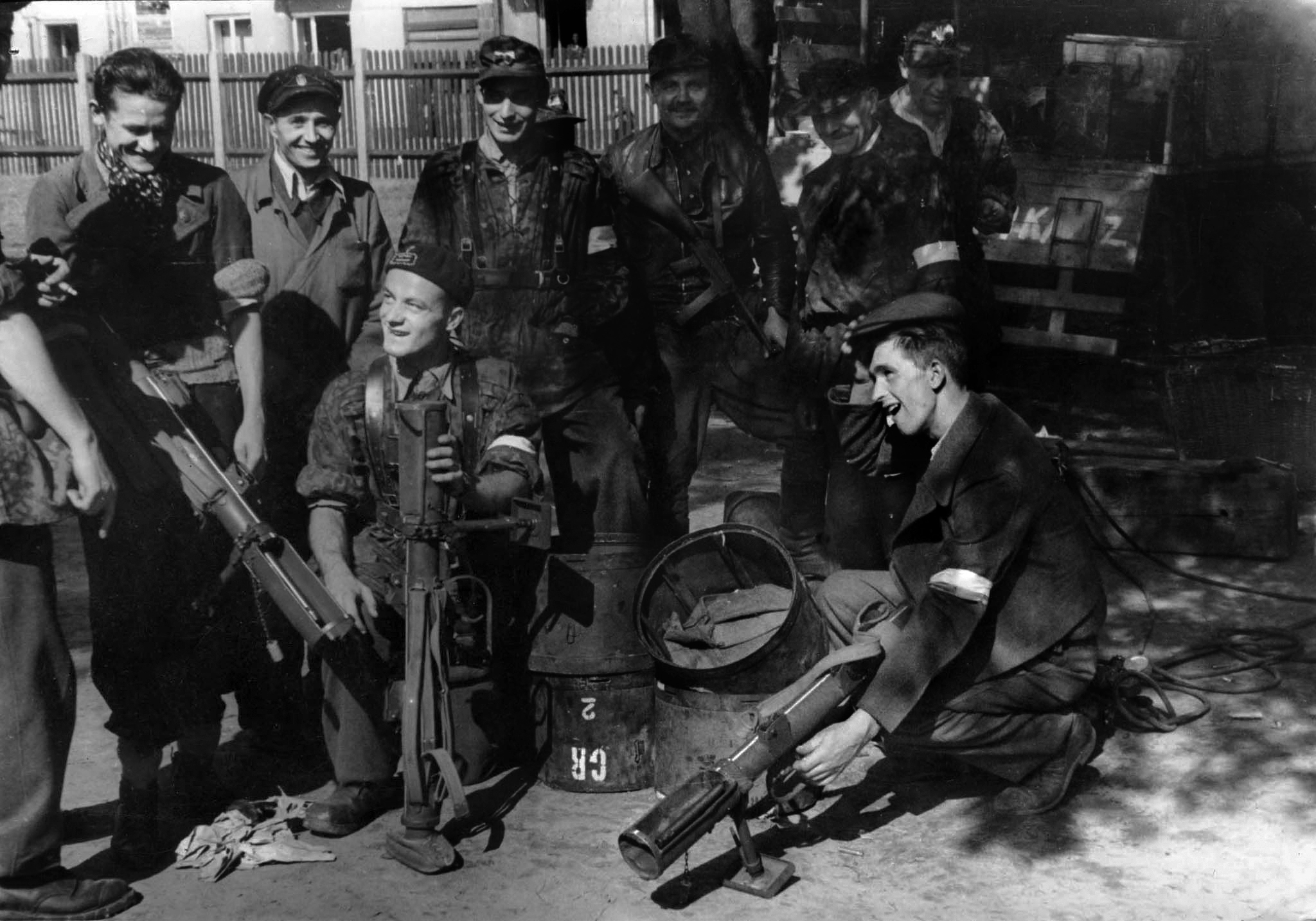
Polnische Aufständische inspizieren die PIAT (1944)

Mit der Entwicklung der PIAT wurde im Jahre 1941 begonnen. Die Waffe wurde im Kampf erstmals während der Invasion Siziliens im Jahre 1943 eingesetzt. Die dortigen Erfahrungen zeigten, dass zur Explosion der Granate ein „perfekter“ Treffer erforderlich war. Anfänglich hatte die Waffe keinen guten Ruf bei den Soldaten. Eilig wurden einige Verbesserungen vorgenommen und bis zur Invasion des italienischen Festlandes einige Mängel beseitigt. Danach fand die PIAT Verbreitung auf allen Kriegsschauplätzen des Zweiten Weltkriegs. Neben den britischen nutzten auch kanadische Streitkräfte diese Waffe. Einige Waffen waren während des Warschauer Aufstands an die polnischen Widerstandskämpfer geliefert worden.
Die PIAT hatte eine effektive Reichweite von ungefähr 100 Metern, aber der typische Einsatz erfolgte bei weit geringeren Distanzen. Das Hohlladungsgeschoss war gegen die Frontpanzerung der späteren deutschen Panzer nicht mehr effektiv, aber immer noch gefährlich für die Seiten- bzw. Heckpanzerung. Als leichter Mörser eingesetzt, konnte die Waffe die Granaten bis zu 350 Meter weit verschießen.
Nie ganz gelöst wurden jedoch die Probleme mit der Rückarretierung der Feder nach dem Schuss. In der Praxis versagte diese Rückarretierung oft, vor allem wenn sich der abfeuernde Soldat nicht gegen den Rückstoß stemmte. Geschah dieses mitten im Kampf, konnte die Waffe oft nicht mehr eingesetzt werden, da ein Spannen der Feder fast nur im Stehen möglich war; stehend hätte der Schütze aber seine Deckung aufgegeben.
Im Vergleich mit anderen tragbaren Panzerabwehrwaffen war die PIAT zudem sehr schwer. Die Granaten der PIAT waren aufgrund ihres Abschussmechanismus ziemlich empfindlich und konnten beim Fall auf den Boden explodieren. So wurden manche Granaten mit Abdeckkappen ausgestattet, um den Zündmechanismus zu schützen.
Die PIAT blieb in der britischen Armee im Einsatz, bis sie 1950 von der amerikanischen M20 Super Bazooka abgelöst wurde. Sie verblieb zwar für Jahre im Reservebestand der britischen Armee, aufgrund der empfindlichen und schnell verschleißenden Zünder wurde jedoch jegliches Übungsschießen mit den PIATs verboten.
Von der Wehrmacht wurden einige Exemplare während des Zweiten Weltkrieges erbeutet und vom Heereswaffenamt unter der Kenn-Nummer Pz B 789 (e) geführt.

## Technische Daten
- Hersteller: ICI Ltd. und weitere
- Dienstzeit: 1942–1950
- Länge: 990 mm
- Gewicht: 14,4 kg
- Mündungsgeschwindigkeit: 137 m/s
- Maximale Reichweite: 350 m

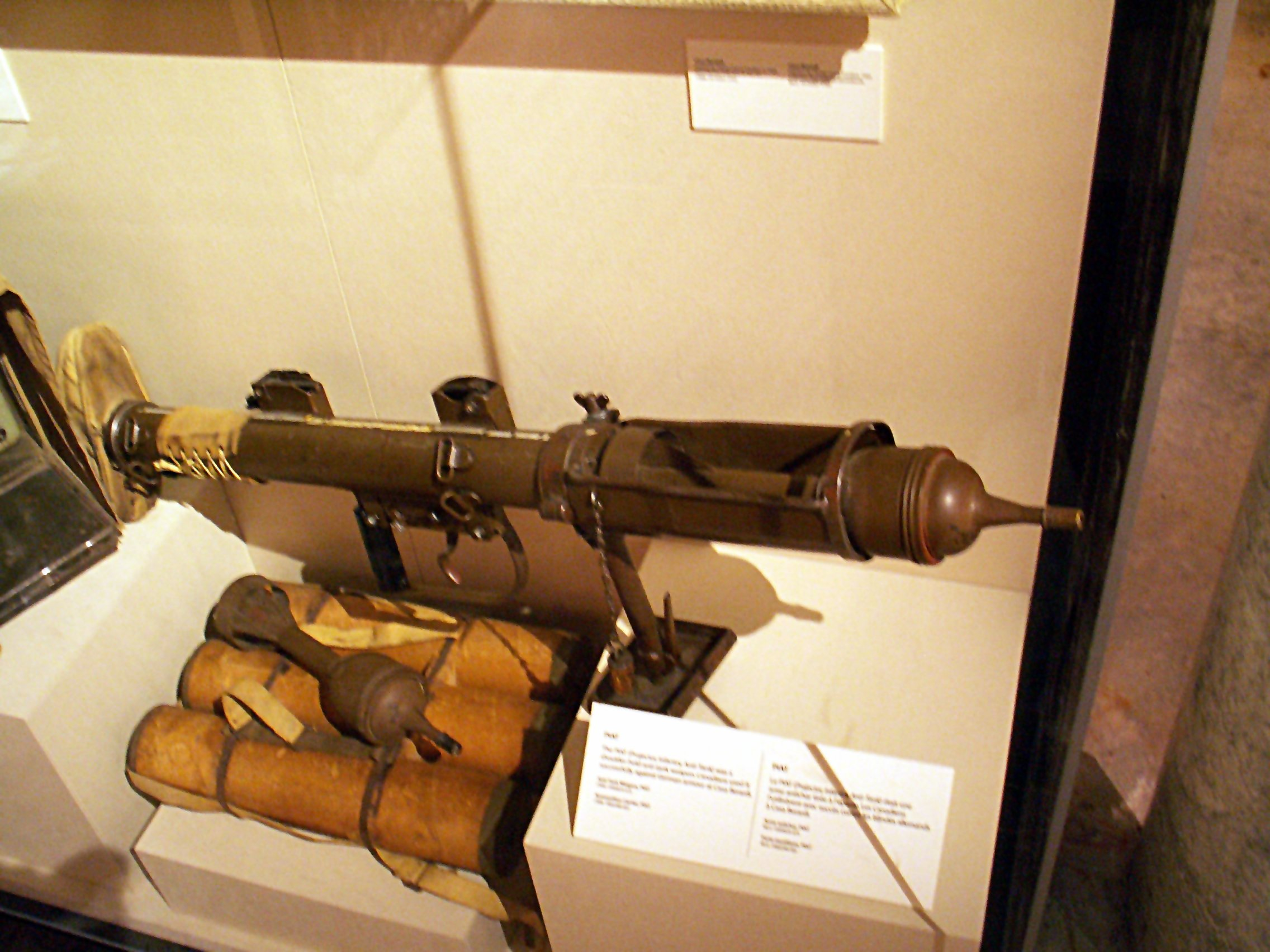
PIAT im Canadian War Museum

- Effektive Reichweite: 100 m (gegen Panzer)

- Munition

- Bomb HE/AT; Infantry Projector, AT, Mk 3/L
- Gewicht: 1,3 kg
- Länge: 422 mm
- Durchschlagsleistung: 102 mm Stahlplatte